# Stair Dismount
Stair Dismount es un videojuego de simulación publicado por el grupo finlandés tAAt en 2002.  Ganó la competencia de desarrollo de juegos celebrada en Assembly con una victoria aplastante y también ha ganado mucha atención en el extranjero gracias a su idea única.

## Jugabilidad
El objetivo es empujar al hombre que está parado en la parte superior de las escaleras por las escaleras para que el hombre sufra la mayor cantidad de lesiones posible al caer.  Incluso hay una historia de fondo para esta idea peculiar: el superhéroe Spector descubre que no puede reclamar impuestos deducciones por el daño que causó a la ciudad mientras estaba de servicio, a menos que pueda probar que él también resultó herido. Entonces, el trabajo del jugador es causarle estas lesiones.
Los gráficos 3D del juego son minimalistas, pero claros.  El jugador tiene la opción de apuntar su golpe a diferentes partes del cuerpo del hombre, por ejemplo, la pierna o la cabeza, pero esto no tiene un efecto significativo en el resultado de la caída en sí.  Los efectos de sonido consisten en gritos, huesos rotos y choques, pero el juego también tiene una música de fondo descabellada.
Poco después del lanzamiento del juego, se notó que al explotar los bugs del juego, era posible obtener grandes puntajes.
Porrasturvat fue uno de los primeros juegos ragdoll de computadora que usaban física ragdoll.  Los creadores del juego tienen un gran interés en modelar la física, lo que se ha reflejado en otros juegos del grupo, como la secuela Rekkaturvat y Pogo Sticker.

## Secuelas
Los creadores del juego hicieron tres secuelas de Porrasturvi: Rekkaturvat - Truck Dismount (2003), Dismount Levels (2004) y Kiuasturvat - Sauna Dismount (2008), incluyendo el primero ganó la competencia de desarrollo de juegos de Assembly.  Un cortometraje que parodia el juego también fue premiado en el evento de la Asamblea en 2005.

### Rekkaturvat - Truck Dismount
Rekkaturvat - Truck Dismount es una secuela de Porrasturvat realizada por tAAt.  Como en la parte anterior, el objetivo aquí también es infligir el mayor daño posible al superhéroe Spector.  En el juego, un hombre se sube a un camión y el camión se pone en movimiento hacia la pared.  Se pueden colocar puentes a lo largo del camino.  El juego ganó la competencia de desarrollo de juegos del evento Assembly en 2003.

## Versiones móviles
También se han publicado versiones del juego para iOS (2014) y para Android (2014) que se publican bajo el nombre de la empresa Secret Exit.

## Versionesclásicas
Las versiones anteriores se distribuyen como Stair Dismount Classic y Truck Dismount Classic gratuitos.